# Ado (futbolista)
Eduardo Roberto Stinghen (Jaraguá do Sul, Brasil, 4 de julio de 1946), más conocido como Ado, es un exfutbolista brasileño que jugaba como guardameta.

## Selección nacional
Fue internacional con la selección de fútbol de Brasil en 3 ocasiones. Formó parte de la selección campeona del mundo en 1970, pese a no haber jugado ningún partido durante el torneo.

### Participaciones en Copas del Mundo
| Mundial                        | Sede   | Resultado | Partidos | Goles |
| ------------------------------ | ------ | --------- | -------- | ----- |
| Copa Mundial de Fútbol de 1970 | México | Campeón   | 0        | 0     |

## Clubes
| Club             | País   | Año       |
| ---------------- | ------ | --------- |
| Londrina         | Brasil | 1964-1968 |
| Corinthians      | Brasil | 1969-1974 |
| America-RJ       | Brasil | 1975      |
| Atlético Mineiro | Brasil | 1976      |
| Portuguesa       | Brasil | 1977      |
| Santos           | Brasil | 1977      |
| Ferroviário      | Brasil | 1978      |
| Fortaleza        | Brasil | 1979      |
| Velo Clube       | Brasil | 1980      |
| Fortaleza        | Brasil | 1981      |
| Bragantino       | Brasil | 1981-1982 |

## Palmarés

### Copas internacionales
| Título                 | Selección | Sede   | Año  |
| ---------------------- | --------- | ------ | ---- |
| Copa Mundial de Fútbol | Brasil    | México | 1970 |